# Brungult nässelfly
Brungult nässelfly, Abrostola triplasia, är en fjärilsart som beskrevs av Carl von Linné 1758. Brungult nässelfly ingår i släktet Abrostola och familjen nattflyn, Noctuidae. Arten är reproducerande och har livskraftiga (LC) populationer i både Sverige och i Finland. Larven lever främst av nässlor men även humle används som födokälla. Inga underarter finns listade i Catalogue of Life.

## Bildgalleri

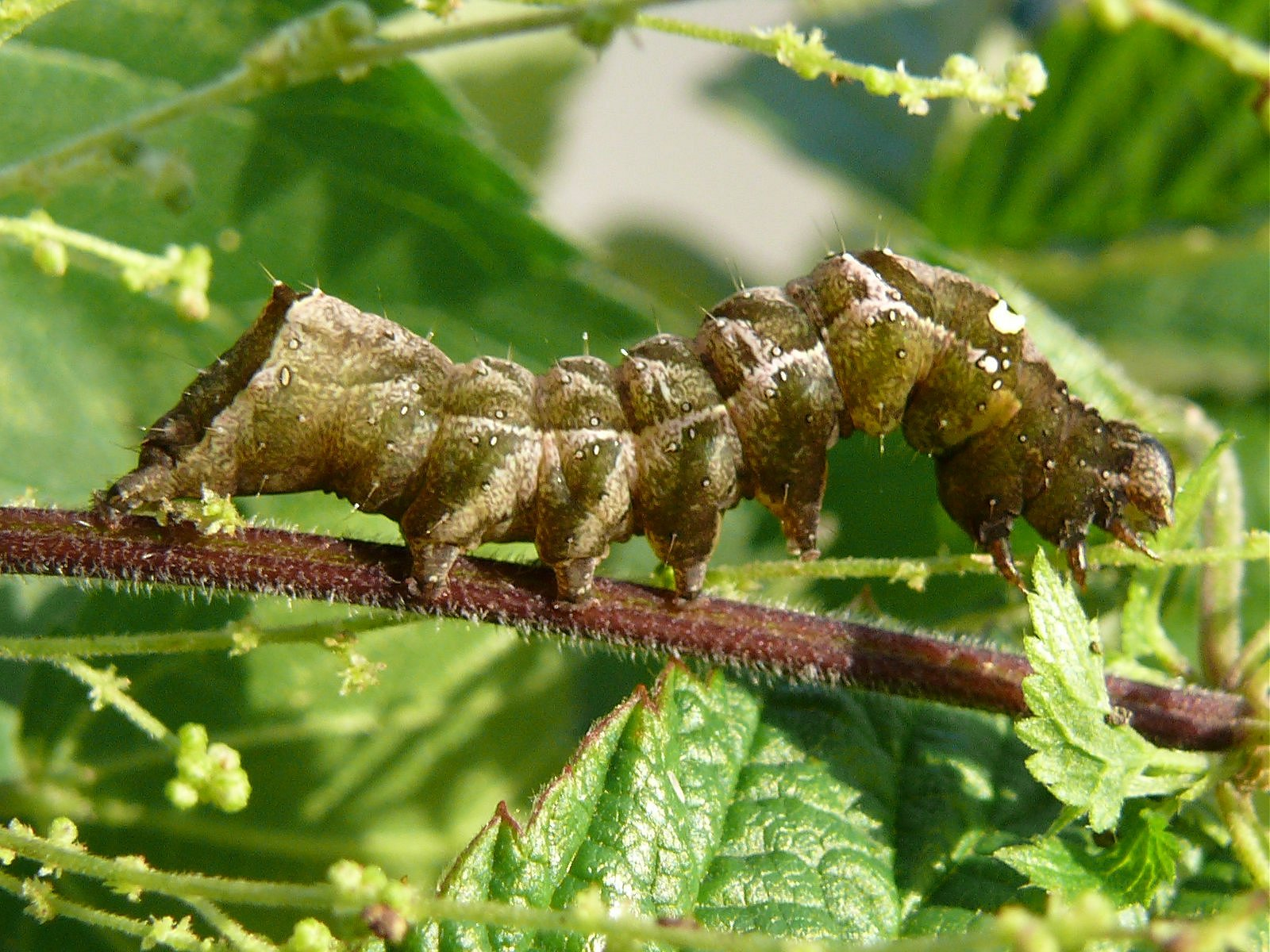
Fjärilens larv
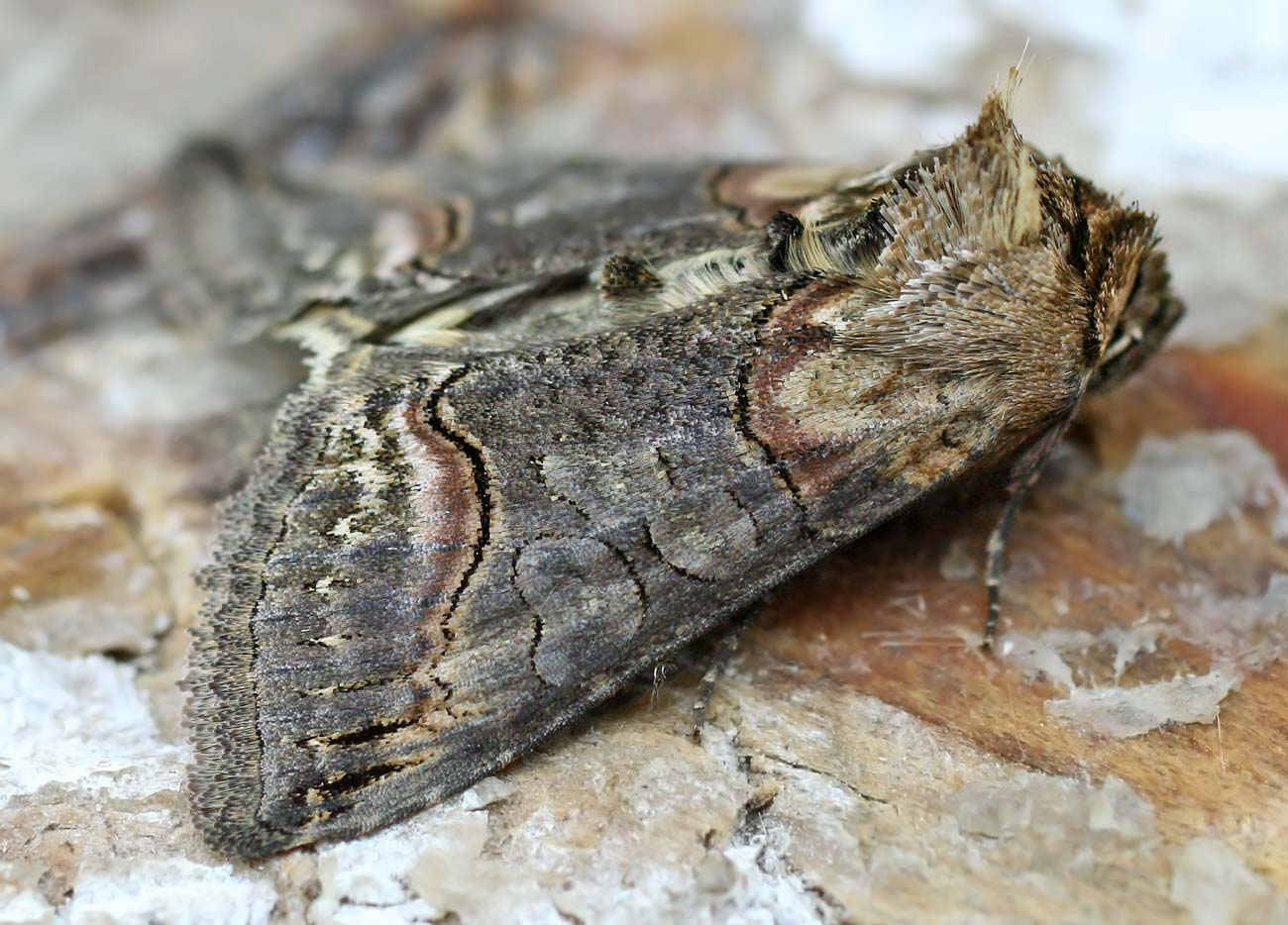
Imago fjäril
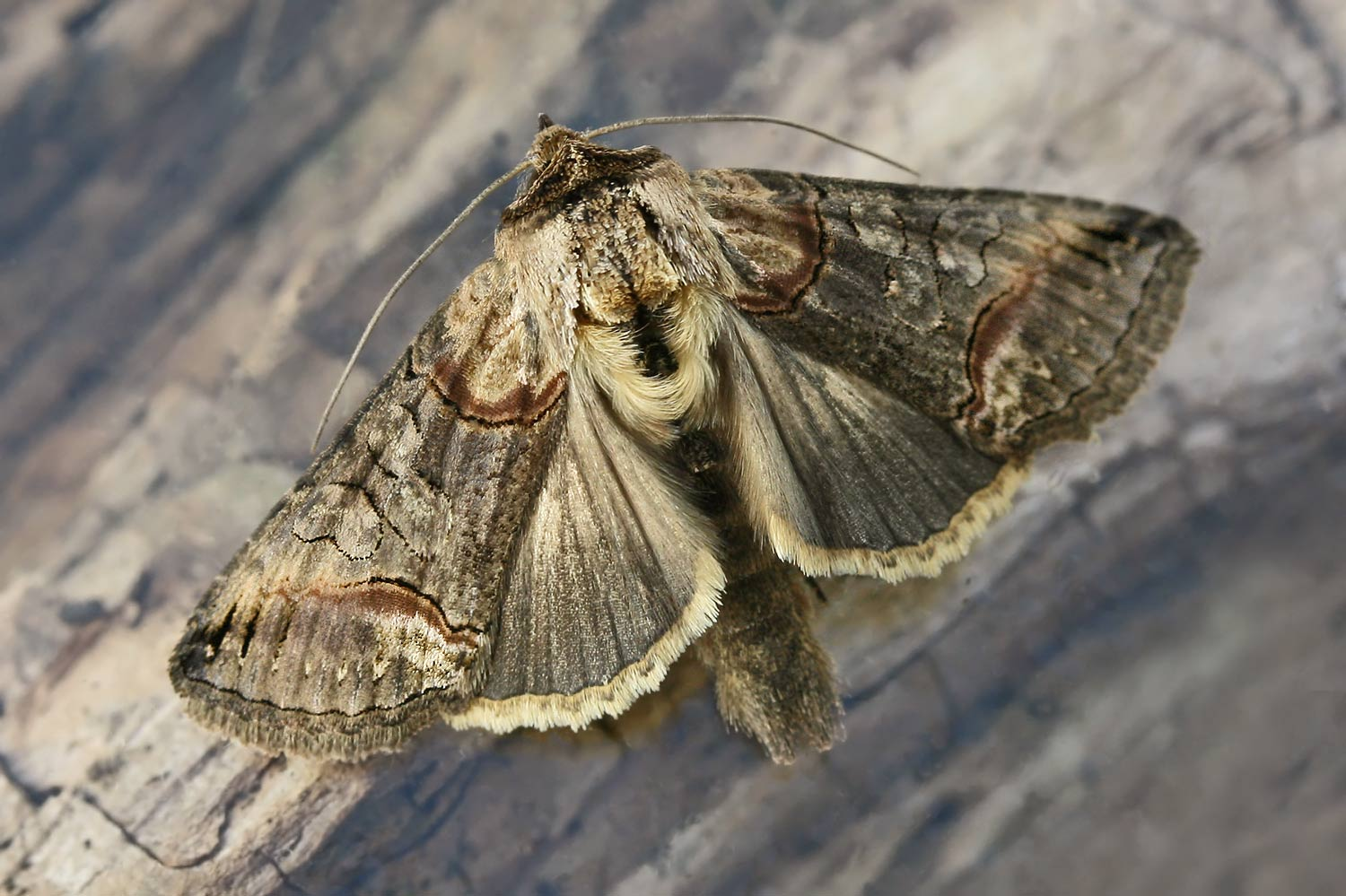
Imago fjäril